# Pays Combraille en Marche
 (juillet 2025).
Motif : Sans sources, structure sans fiscalité propre de moins de 50000 habitants.
- Archive Wikiwix
- Bing
- Cairn
- DuckDuckGo
- E. Universalis
- Gallica
- Google
- G. Books
- G. News
- G. Scholar
- Persée
- Qwant
- (zh) Baidu
- (ru) Yandex
- (wd) trouver des œuvres sur Wikidata

| 1. | Préciser le motif de la pose du bandeau. | Précisez le motif de la pose du bandeau en utilisant la syntaxe suivante : {{admissibilité à vérifier\|date=juillet 2025\|motif=remplacez ce texte par le motif}}                              |
| 2. | Informer les utilisateurs concernés.     | Pensez à avertir le créateur de l'article, par exemple, en insérant le code ci-dessous sur sa page de discussion : {{subst:avertissement admissibilité à vérifier\|Pays Combraille en Marche}} |

Le Pays Combraille en Marche était une structure de regroupement de collectivités locales françaises, prenant la suite, en 2004 de l'Agence de Développement Haute Marche Combraille, située dans le département de la Creuse et la région Nouvelle-Aquitaine.
Elle regroupait la communauté de communes d'Auzances-Bellegarde, la communauté de communes du Carrefour des Quatre Provinces, la communauté de communes de Chénérailles, la communauté de communes Evaux-Chambon, la communauté de communes du Pays de Boussac. Ces cinq intercommunalités représentent 80 communes pour environ 28 000 habitants. 
Il est dissout le 26 juin 2021.

## Situation géographique
Le Pays Combraille en Marche se situe à l'Est de la Creuse et est composé de cinq bourg-centres (Boussac, Gouzon, Chambon-sur-Voueize, Evaux-les-Bains, Chénérailles et Auzances) de moins de 2 000 habitants, centres de vie, relayés par des bourgs de moindre importance (Jarnages, Lavaveix-les-Mines, Mainsat, Bellegarde-en-Marche, Lépaud). 
Le Pays est traversé d'Ouest en Est par la RN 145, qui relie Montluçon et Guéret. Avec Aubusson, ces trois villes forment les principaux pôles d'attractivité de la population. 

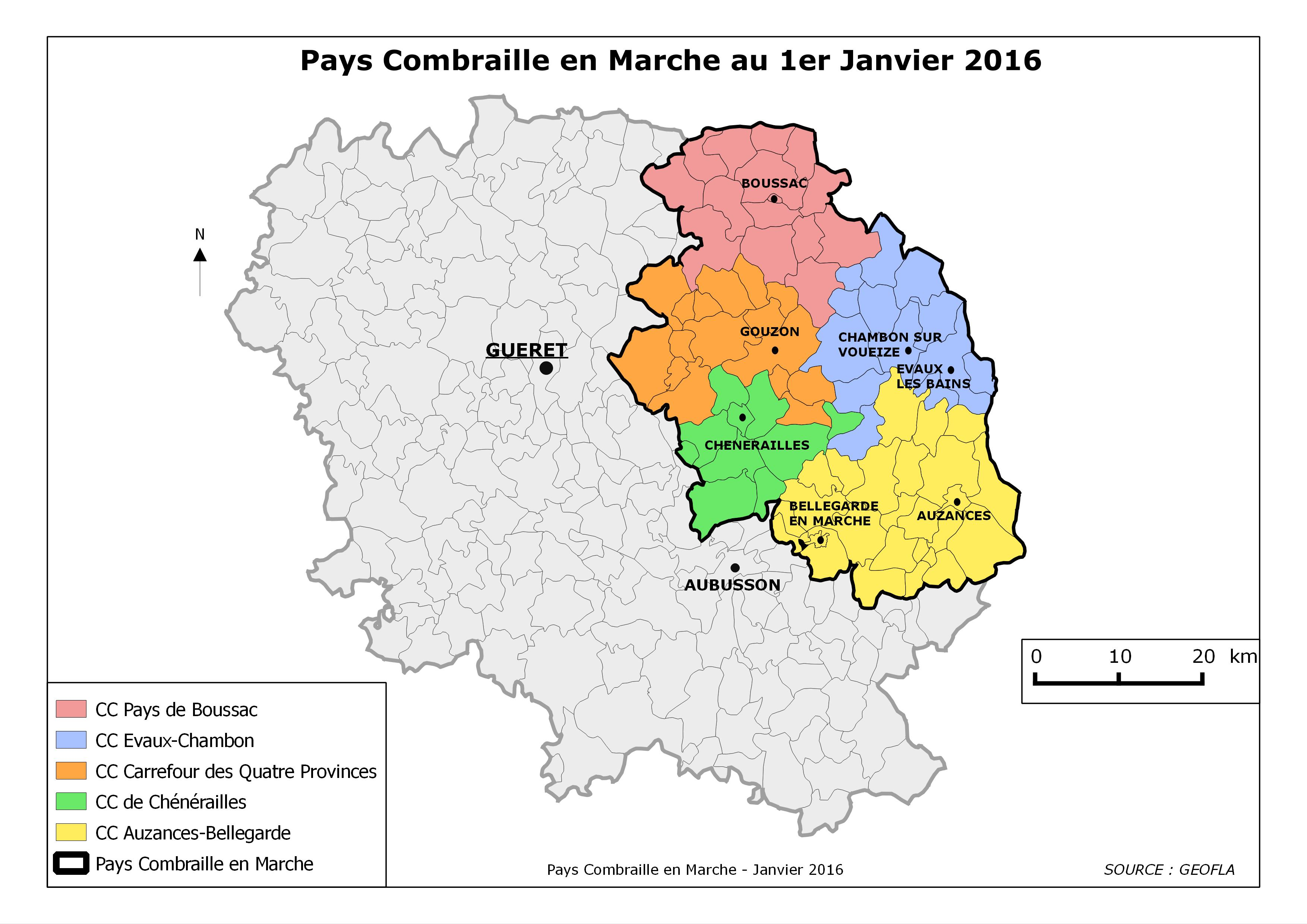
Pays Combraille en Marche au sein du département de la Creuse.

## Fonctionnement
Le Pays est un espace de réflexion, une instance de concertation qui permet d'élaborer un projet commun de développement et d'amélioration durable des conditions de vie du territoire.

## Sites touristiques
- Chambon-sur-Voueize

- Réserve Naturelle Nationale de l'Etang des Landes

- voir aussi Pays du Limousin